# Microlaimus arenicola
Microlaimus arenicola is een rondwormensoort uit de familie van de Microlaimidae. De wetenschappelijke naam van de soort is voor het eerst geldig gepubliceerd in 1938 door Schulz.